# 레 현종 (27대)
레 현종(베트남어: Lê Hiển Tông / 黎顯宗, 1717년 5월 20일(음력 4월 10일) ~ 1786년 8월 10일(음력 7월 17일))은 대월 후 레 왕조의 제27대 황제(재위: 1740년 ~ 1786년)이다. 성명은 레 주이 지에우(베트남어: Lê Duy Diêu / 黎維祧 여유조), 또는 레 주이 도안(베트남어: Lê Duy Đoan / 黎維𥚻 여유단)이다. 레 순종의 아들이자 레 의종의 조카이다. 절일은 청화성절(淸和聖節)이다.

## 생애
1735년 부황이 사망하자 장자의 신분이였으니 뒤를 이어 즉위해야 했지만 정왕태비 무씨(武氏)의 압력에 의해 정주의 왕 정장이 여유조의 즉위를 취소하고 순종의 동생이자 여유조에겐 숙부인 여유신(의종)을 황제로 옹립한다. 5년 후에야 숙부 의종이 양위하여 황제로 즉위한다.
즉위 이후 정왕의 허수아비 노릇을 했기에 별 다른 행적은 없지만 재위 말기에 베트남 역사상 최대 농민 규모인 떠이선 농민 운동이 일어나 광남국과 찐씨 정권이 축출당한다. 찐씨가 축출당하자 외형상 현종은 친정을 시도했지만 며칠 후 사망한다.
재위기간은 가장 길었으나 오랫동안 실권을 잡지 못했으며 그의 치세동안 정영, 정삼, 정종이 실권을 잡고 대신 통치했다.

### 서산 농민 봉기
경흥(景興) 46년 명목상 제후국인 광남국에서 완악이 농민봉기를 일으킨다. 자세한 것은 떠이선 농민 운동과 광중제 항목 참조,
애초 실권이 없어 중립을 유지했고 떠이선 세력의 완혜(광중제)가 정씨를 축출하자 그를 정왕처럼 대우했으며 공주와 혼인시킨다. 명목상으론 정씨가 없어지니 레 왕조가 서서히 힘을 회복하는 계기가 되었다.

### 사망
찐씨가 축출되고 완혜를 대면한 후, 명목상 실권을 잡은지 며칠만에 사망한다. 대월사기전서엔 현종의 사인을 단순 병사라고 하나 청사고 월남전엔 현종이 농민봉기로 놀라고 두려워한 나머지 죽게 된 것이라고 적혀있다.
시신은 반석릉(磐石陵)에 매장되었다.

## 기타
승려 원소(元紹)에게 행단(行端)시호를 내렸으며, 그의 손자 민제는 완복영이 서산조를 무너뜨리고 새로이 왕조를 건국하자 가경제의 배려로 유해가 본국으로 송환되어 반석릉 아래에 매장되었다.

## 연도별 기록
- 영우[6] 6년 (1740년 6월 14일) 즉위하고 연호를 경흥(景興)으로 개원하다.
- 경흥 46년 (1785년) 신하들이 존호 '연의흠공인자덕수황제'를 올리다
- 경흥 46년 (1785년 9월) 광남국에서 봉기가 일어나다.
- 경흥 47년 (1786년 7월) 완혜를 원수부정익운위국공(元帥扶正翊運威國公)으로 책봉하다.
- 경흥 47년 (1786년 8월 10일) 황제가 만수전(萬壽殿)에서 죽다.

## 가계

### 후비
- 정순황태후(Tông Thuần Hoàng thái hậu/貞順皇太后) 진씨(Trần Thị/陳氏) - 원래는 황후에서 폐위 되었으나 민제 즉위 후에 복원되어 황태후로 추존됨.
- 소의(昭儀) 응우옌 티 후옌(Nguyễn Thị Huyền/阮氏玄/완씨현)
- 소의(昭儀) 응우옌 티 디에우(Nguyễn Thị Điều/阮氏綢/완씨주)

### 황자
1. 안정황태자(An Định Hoàng Thái tử/安定皇太子) 레 주이 비(Lê Duy Vĩ/黎維禕/여유의) - 민제(愍帝)의 아버지.
2. 숭양공(Sùng Nhượng Công/崇讓公) 레 주이 껀(Lê Duy Mật/黎維/여유근)
3. 황자 레 주이 호안(Lê Duy Hoán/黎維𬓋/여유) (1759년 ~ 1817년) - 응우옌 왕조 건국 후, 연사공(延嗣公)으로 봉하여 레 왕조의 제사를 받듬.

### 황녀
1. 공주(公主) 여씨(Lê thị/黎氏) - 찐끄엉(鄭棡)의 아들 찐미엔(鄭𣏜)의 부인.
2. 공주(公主) 레 티 응옥한(Lê thị Ngọc Hân/黎氏玉昕/여씨옥흔) (1770년 ~ 1799년) - 응우옌후에(阮惠)의 황후.
3. 공주(公主) 레 티 응옥빈(Lê Thị Ngọc Bình/黎氏玉評/여씨옥평) (1785년 ~ 1810년) - 응우옌꽝또안(阮光纘)의 황후이자 자롱 황제(嘉隆帝)의 후궁.

## 기년
| 현종        | 원년            | 2년        | 3년        | 4년        | 5년        | 6년        | 7년        | 8년        | 9년        | 10년       |
| ----------- | --------------- | ---------- | ---------- | ---------- | ---------- | ---------- | ---------- | ---------- | ---------- | ---------- |
| 서력 (西曆) | 1740년          | 1741년     | 1742년     | 1743년     | 1744년     | 1745년     | 1746년     | 1747년     | 1748년     | 1749년     |
| 간지 (干支) | 경신(庚申)      | 신유(辛酉) | 임술(壬戌) | 계해(癸亥) | 갑자(甲子) | 을축(乙丑) | 병인(丙寅) | 정묘(丁卯) | 무진(戊辰) | 기사(己巳) |
| 연호 (年號) | 경흥(景興) 원년 | 2년        | 3년        | 4년        | 5년        | 6년        | 7년        | 8년        | 9년        | 10년       |
| 현종        | 11년            | 12년       | 13년       | 14년       | 15년       | 16년       | 17년       | 18년       | 19년       | 20년       |
| 서력 (西曆) | 1750년          | 1751년     | 1752년     | 1753년     | 1754년     | 1755년     | 1756년     | 1757년     | 1758년     | 1759년     |
| 간지 (干支) | 경오(庚午)      | 신미(辛未) | 임신(壬申) | 계유(癸酉) | 갑술(甲戌) | 을해(乙亥) | 병자(丙子) | 정축(丁丑) | 무인(戊寅) | 기묘(己卯) |
| 연호 (年號) | 11년            | 12년       | 13년       | 14년       | 15년       | 16년       | 17년       | 18년       | 19년       | 20년       |
| 현종        | 21년            | 22년       | 23년       | 24년       | 25년       | 26년       | 27년       | 28년       | 29년       | 30년       |
| 서력 (西曆) | 1760년          | 1761년     | 1762년     | 1763년     | 1764년     | 1765년     | 1766년     | 1767년     | 1768년     | 1769년     |
| 간지 (干支) | 경진(庚辰)      | 신사(辛巳) | 임오(壬午) | 계미(癸未) | 갑신(甲申) | 을유(乙酉) | 병술(丙戌) | 정해(丁亥) | 무자(戊子) | 기축(己丑) |
| 연호 (年號) | 21년            | 22년       | 23년       | 24년       | 25년       | 26년       | 27년       | 28년       | 29년       | 30년       |
| 현종        | 31년            | 32년       | 33년       | 34년       | 35년       | 36년       | 37년       | 38년       | 39년       | 40년       |
| 서력 (西曆) | 1770년          | 1771년     | 1772년     | 1773년     | 1774년     | 1775년     | 1776년     | 1777년     | 1778년     | 1779년     |
| 간지 (干支) | 경인(庚寅)      | 신묘(辛卯) | 임진(壬辰) | 계사(癸巳) | 갑오(甲午) | 을미(乙未) | 병신(丙申) | 정유(丁酉) | 무술(戊戌) | 기해(己亥) |
| 연호 (年號) | 31년            | 32년       | 33년       | 34년       | 35년       | 36년       | 37년       | 38년       | 39년       | 40년       |
| 현종        | 41년            | 42년       | 43년       | 44년       | 45년       | 46년       | 47년       |            |            |            |
| 서력 (西曆) | 1780년          | 1781년     | 1782년     | 1783년     | 1784년     | 1785년     | 1786년     |            |            |            |
| 간지 (干支) | 경자(庚子)      | 신축(辛丑) | 임인(壬寅) | 계유(癸卯) | 갑진(甲辰) | 을사(乙巳) | 병오(丙午) |            |            |            |
| 연호 (年號) | 41년            | 42년       | 43년       | 44년       | 45년       | 46년       | 47년       |            |            |            |